# Aeroprakt A-36 Vulcan
O Aeroprakt A-36 Vulcan é um avião leve da Ucrânia, desenvolvido e fabricado pela empresa Aeroprakt de Kiev. A aeronave é suprida completa e pronta para o voo.

## Design e desenvolvimento
O A-36 é um desenvolvimento do modelo anterior o Aeroprakt A-26 Vulcan. O design do A-36 tem como característica a operação em terrenos hostis, habilidade de aterrissar e decolar com apenas um dos motores, opera também em pistas curtas. O design resultante é uma estrutura de asa com sustentadores e cauda em "T", a configuração do cockpit com dois assentos lado-a-lado totalmente fechado, trem de pouso fixo com carenagem, os dois motores Rotax 912S possuem configuração propulsora.
A construção é mista sendo a parte da frente em fiberglass e a traseira com estruturas de alumínio.